# Bathygobius casamancus
Bathygobius casamancus es una especie de peces de la familia de los Gobiidae en el orden de los Perciformes.

## Morfología
Los machos pueden llegar a alcanzar los 8,1 cm de longitud total.

## Distribución geográfica
Se encuentra desde Dakar (Senegal) hasta el sur de Angola. También está presente en Mauritania, Cabo Verde y las islas del Golfo de Guinea.

## Observaciones
Es inofensivo para los humanos.